# Conny Kissling
Conny Kissling (Olten, 18 juli 1961) is een voormalig freestyleskiester uit Zwitserland. Ze vertegenwoordigde haar vaderland op de Olympische Winterspelen 1988 in Calgary en op de Olympische Winterspelen 1992 in Albertville.
In haar 12 jaar in de wereldbeker werden er 89 wedstrijden op het onderdeel combinatie gehouden. Kissling wist in 83 van deze wedstrijden medailles te behalen, hiervan waren er 64 goud. In het seizoen 1986/1987 behaalde ze zelfs alle gouden medailles op dit onderdeel. Verder werden er 94 wedstrijden op het onderdeel acro georganiseerd. Kissling behaalde tijdens 82 van deze wedstrijden een medaille, waarvan 34 gouden. In bijna alle gevallen (40 van de 48) zorgde Christine Rossi of Jan Bucher (of beide) ervoor dat Kissling niet nog een gouden medaille kon behalen.
In 2002 trouwde Kissling met alpineskiër Urs Lehmann.

## Resultaten

### Olympische Winterspelen
| Jaar | Plaats      | Resultaten                      |
| ---- | ----------- | ------------------------------- |
| 1988 | Calgary     | 6e Aerials# 3e Acro# 3e Moguls# |
| 1992 | Albertville | 1e Acro# 13e Moguls             |

# Demonstratie onderdeel waarbij geen olympische medailles werden toegekend.

### Wereldkampioenschappen
| Jaar | Plaats      | Resultaten                                       |
| ---- | ----------- | ------------------------------------------------ |
| 1986 | Tignes      | 9e Aerials · 4e Acro · 5e Moguls · Combinatie    |
| 1989 | Oberjoch    | 20e Aerials · Acro · 13e Moguls · Combinatie     |
| 1991 | Lake Placid | 15e Aerials · 12e Acro · 15e Moguls · Combinatie |

### Wereldbeker
Eindklasseringen
| Seizoen   | Algemeen         | Aerials          | Acro            | Moguls           | Combinatie      |
| --------- | ---------------- | ---------------- | --------------- | ---------------- | --------------- |
| 1980/1981 | 14e 23,00 punten | 11e 7,00 punten  | 9e 15,00 punten |                  | 11e 1,00 punten |
| 1981/1982 | · 99,00 punten   | · 35,00 punten   | · 38,00 punten  | 16e 3,00 punten  | · 23,00 punten  |
| 1982/1983 | · 35,00 punten   | 4e 40,00 punten  | · 51,00 punten  | 6e 29,00 punten  | · 30,00 punten  |
| 1983/1984 | · 36,00 punten   | · 62,00 punten   | · 63,00 punten  | 8e 43,00 punten  | · 48,00 punten  |
| 1984/1985 | · 39,00 punten   | · 76,00 punten   | · 76,00 punten  | 4e 63,00 punten  | · 48,00 punten  |
| 1985/1986 | · 34,00 punten   | 6e 42,00 punten  | 4e 50,00 punten | · 38,00 punten   | · 32,00 punten  |
| 1986/1987 | · 33,00 punten   | 10e 28,00 punten | · 63,00 punten  | · 69,00 punten   | · 48,00 punten  |
| 1987/1988 | · 30,00 punten   | 13e 25,00 punten | · 74,00 punten  | 7e 55,00 punten  | · 55,00 punten  |
| 1988/1989 | · 29,00 punten   | 9e 43,00 punten  | · 81,00 punten  | 11e 24,00 punten | · 54,00 punten  |
| 1989/1990 | · 35,00 punten   | 5e 57,00 punten  | · 72,00 punten  | 10e 32,00 punten | · 48,00 punten  |
| 1990/1991 | · 26,00 punten   | 23e 8,00 punten  | · 108,00 punten | 11e 37,00 punten | · 64,00 punten  |
| 1991/1992 | · 22,00 punten   | 24e 2,00 punten  | · 96,00 punten  | 15e 16,00 punten | · 63,00 punten  |

Wereldbekerzeges
| Datum            | Plaats                | Onderdeel  |
| ---------------- | --------------------- | ---------- |
| 31 januari 1982  | Morin Heights         | Combinatie |
| 22 januari 1983  | Tignes                | Combinatie |
| 19 maart 1983    | Angel Fire            | Combinatie |
| 15 januari 1984  | Stoneham              | Aerials    |
| 15 januari 1984  | Stoneham              | Combinatie |
| 21 januari 1984  | Breckenridge          | Combinatie |
| 4 maart 1984     | Oberjoch              | Combinatie |
| 8 maart 1984     | Campitello Matese     | Combinatie |
| 22 maart 1984    | Sälen                 | Combinatie |
| 29 maart 1984    | Tignes                | Combinatie |
| 13 december 1984 | Tignes                | Combinatie |
| 13 januari 1985  | Mont Gabriel          | Aerials    |
| 13 januari 1985  | Mont Gabriel          | Combinatie |
| 18 januari 1985  | Lake Placid           | Moguls     |
| 19 januari 1985  | Lake Placid           | Acro       |
| 20 januari 1985  | Lake Placid           | Combinatie |
| 27 januari 1985  | Breckenridge          | Combinatie |
| 3 februari 1985  | Pra Loup              | Combinatie |
| 20 februari 1985 | Kranjska Gora         | Acro       |
| 3 maart 1985     | Oberjoch              | Combinatie |
| 12 maart 1985    | Pila                  | Combinatie |
| 12 januari 1986  | Mont Gabriel          | Combinatie |
| 23 januari 1986  | Breckenridge          | Combinatie |
| 25 januari 1986  | Breckenridge          | Combinatie |
| 2 maart 1986     | Oberjoch              | Combinatie |
| 9 maart 1986     | Voss                  | Combinatie |
| 12 december 1986 | Tignes                | Combinatie |
| 11 januari 1987  | Mont Gabriel          | Combinatie |
| 22 januari 1987  | Breckenridge          | Combinatie |
| 24 januari 1987  | Breckenridge          | Combinatie |
| 1 februari 1987  | Calgary               | Combinatie |
| 21 februari 1987 | Mariazell             | Moguls     |
| 28 februari 1987 | Voss                  | Moguls     |
| 1 maart 1987     | Voss                  | Combinatie |
| 8 maart 1987     | Oberjoch              | Combinatie |
| 27 maart 1987    | La Clusaz             | Combinatie |
| 13 december 1987 | Tignes                | Combinatie |
| 20 december 1987 | La Plagne             | Combinatie |
| 8 januari 1988   | Mont Gabriel          | Acro       |
| 10 januari 1988  | Mont Gabriel          | Combinatie |
| 8 februari 1988  | Madarao               | Combinatie |
| 6 maart 1988     | Oberjoch              | Combinatie |
| 12 maart 1988    | La Clusaz             | Combinatie |
| 18 maart 1988    | Meiringen-Hasliberg   | Acro       |
| 10 december 1988 | Tignes                | Acro       |
| 16 december 1988 | La Plagne             | Acro       |
| 18 december 1988 | La Plagne             | Combinatie |
| 14 januari 1989  | Lake Placid           | Acro       |
| 15 januari 1989  | Lake Placid           | Combinatie |
| 22 januari 1989  | Calgary               | Combinatie |
| 16 maart 1989    | Åre                   | Acro       |
| 18 maart 1989    | Åre                   | Combinatie |
| 24 maart 1989    | Suomu                 | Combinatie |
| 14 december 1989 | La Plagne             | Acro       |
| 16 december 1989 | Tignes                | Combinatie |
| 17 december 1989 | La Plagne             | Combinatie |
| 5 januari 1990   | Mont Gabriel          | Acro       |
| 7 januari 1990   | Mont Gabriel          | Combinatie |
| 12 januari 1990  | Lake Placid           | Acro       |
| 14 januari 1990  | Lake Placid           | Combinatie |
| 19 januari 1990  | Breckenridge          | Acro       |
| 21 januari 1990  | Breckenridge          | Combinatie |
| 28 januari 1990  | Calgary               | Combinatie |
| 9 februari 1990  | Inawashiro            | Acro       |
| 11 februari 1990 | Inawashiro            | Aerials    |
| 11 februari 1990 | Inawashiro            | Combinatie |
| 16 februari 1990 | Nagano                | Acro       |
| 18 februari 1990 | Nagano                | Combinatie |
| 13 maart 1990    | La Clusaz             | Acro       |
| 8 december 1990  | Tignes                | Acro       |
| 8 december 1990  | Tignes                | Combinatie |
| 14 februari 1990 | Zermatt               | Acro       |
| 16 februari 1990 | Zermatt               | Combinatie |
| 20 december 1990 | Piancavallo           | Acro       |
| 11 januari 1991  | Whistler Blackcomb    | Acro       |
| 13 januari 1991  | Whistler Blackcomb    | Combinatie |
| 17 januari 1991  | Breckenridge          | Acro       |
| 19 januari 1991  | Breckenridge          | Combinatie |
| 20 januari 1991  | Breckenridge          | Combinatie |
| 1 februari 1991  | Mont Gabriel          | Acro       |
| 3 februari 1991  | Mont Gabriel          | Combinatie |
| 21 februari 1991 | La Clusaz             | Combinatie |
| 24 februari 1991 | Skole                 | Acro       |
| 26 februari 1991 | Skole                 | Combinatie |
| 2 maart 1991     | Oberjoch              | Acro       |
| 10 maart 1991    | Voss                  | Combinatie |
| 14 maart 1991    | Pyhätunturi           | Acro       |
| 17 maart 1991    | Pyhätunturi           | Combinatie |
| 22 maart 1991    | Hundfjället           | Acro       |
| 23 maart 1991    | Hundfjället           | Combinatie |
| 5 december 1991  | Tignes                | Acro       |
| 7 december 1991  | Tignes                | Combinatie |
| 10 december 1991 | Zermatt               | Acro       |
| 12 december 1991 | Zermatt               | Combinatie |
| 16 december 1991 | Piancavallo           | Acro       |
| 17 december 1991 | Piancavallo           | Combinatie |
| 16 januari 1992  | Breckenridge          | Acro       |
| 17 januari 1992  | Breckenridge          | Acro       |
| 19 januari 1992  | Breckenridge          | Combinatie |
| 23 januari 1992  | Lake Placid           | Acro       |
| 31 januari 1992  | Oberjoch              | Acro       |
| 28 februari 1992 | Inawashiro            | Acro       |
| 1 maart 1992     | Inawashiro            | Combinatie |
| 5 maart 1992     | Nagano                | Combinatie |
| 14 maart 1992    | Altenmarkt-Zauchensee | Combinatie |